# Schopfkolibris
|  | Dieser Artikel wurde aufgrund von formalen oder inhaltlichen Mängeln in der Qualitätssicherung Biologie zur Verbesserung eingetragen. Dies geschieht, um die Qualität der Biologie-Artikel auf ein akzeptables Niveau zu bringen. Bitte hilf mit, diesen Artikel zu verbessern! Artikel, die nicht signifikant verbessert werden, können gegebenenfalls gelöscht werden. Lies dazu auch die näheren Informationen in den Mindestanforderungen an Biologie-Artikel. |

Die Schopfkolibris (Lophornis) sind eine Vogelgattung aus der Familie der Kolibris (Trochilidae).

## Merkmale
Die Arten der Schopfkolibris sind vor allem durch den namensgebenden Federschopf oder eine Federhaube gekennzeichnet. Es handelt sich wie bei den Kolibris üblich um sehr kleine Vögel, die in der Regel eine Körperlänge von etwa 7 bis 10 Zentimeter erreichen, das Gewicht liegt bei wenigen Gramm.
Die Vögel kommen in den tropischen Zonen Süd- und Mittelamerikas vor. Sie ernähren sich vom Nektar verschiedener blütentragender Pflanzen.

## Arten
Die wissenschaftliche Erstbeschreibung der Schopfkolibris stammt von dem französischen Naturforscher René Primevère Lesson aus dem Jahr 1819. Insgesamt werden zehn Arten in die Gattung eingeordnet:
- Glanzelfe (Lophornis stictolophus)
- Gouldelfe (Lophornis gouldii)
- Kurzhaubenelfe (Lophornis brachylopha)
- Pfauenelfe (Lophornis pavonina): Sie ist ebenfalls in Venezuela, Guyana und Nordbrasilien zuhause. Der grüne Vogel hat keine Haube, sondern grünglänzende Scheitelfedern. Die Flügel, die goldgrün sind, haben schwarze "Pfauenaugen".
- Prachtelfe (Lophornis magnifica): Sie ist 8 cm klein. Ihr Verbreitungsgebiet liegt in Mittel- und Südbrasilien. Sie ist mit einer hellroten, spitzen Scheitelhaube und mit dicken, weißen-schwarz gebänderten Wangenfächern versehen. Das Weibchen hat ein weißes Bürzelband.
- Rotschopfelfe (Lophornis delattrei)
- Schmetterlingselfe (Lophornis chalybeus)
- Schmuckelfe (Lophornis ornata): Sie lebt im Osten von Venezuela, in Guyana, Suriname, Nordbrasilien und auf Trinidad (Insel). Die rostrote Scheitelhaube ist kurz, der Wangenfächer aber lang und spitz, von rostroter Farbe mit schwarzen Punkten.
- Schwarzschopfelfe (Lophornis helenae)
- Weißschopfelfe (Lophornis adorabilis)